# 八戸信彦
八戸 信彦 / 南部 信彦（はちのへ のぶよし / なんぶ のぶよし）は、江戸時代の武士。陸奥国盛岡藩遠野領主。遠野南部家（根城南部家、八戸氏）6代当主（27代当主）。

## 略歴
享保5年（1720年）4月6日、盛岡藩遠野領主八戸信有の長男として、陸奥国盛岡城内遠野屋敷に生まれた。幼名は「鶴寿」。母は、先々代利戡の妹お豊（山田利仲の娘）
享保20年（1735年）6月4日、父信有が病死したので、7月28日、盛岡城に登城して藩主利視に家督相続を許された。8月5日、筆頭家老中野光康の加冠で元服。
元文2年（1737年）5月20日、初めて領地の遠野鍋倉館に入った。元文3年（1738年）正月、領内巡視と大巻狩のために遠野を訪れた藩主利視を、鍋倉館に迎え供応に当たる。11月26日、七戸愛信の娘お村と結婚。元文6年（1741年）正月に正室お通（お村）が死去し、寛保元年（1741年）8月に野田親章の妹お冬と再婚した。
延享元年（1744年）8月23日、盛岡城内遠野屋敷が火災で焼失。延享2年（1745年）12月9日、失火の責任を取らされ隠居を命じられた。（遠野市史第2巻P23）八戸家の家督は、分家附馬牛八戸家義書の長男義顔が、信彦の養女となった妹富子の入り婿となって相続した。
隠居後の信彦は、剃髪して詠帰と号し、遠野元町の家老新田家下屋敷を隠居所とした。盛岡に詰める義顔に代わって信彦が遠野の領政を行う。宝暦5年（1755年）から宝暦7年（1757年）にかけての宝暦の飢饉で、遠野領でも多くの餓死者を出した。遠野に隠居中の信彦は、蔵を開いて施米を実施し、飢えた領民に米や雑穀を施した。
宝暦7年（1757年）に信彦次男丑之助（信精）が誕生。家中に信精を義顔の後継者に望む声が高まり、宝暦10年（1760年）2月に信精が義顔の嫡孫（義顔嫡子義興の嫡子）となり、盛岡遠野屋敷に移る。
安永3年（1774年）7月11日、盛岡の上田下屋敷で死去。享年55。

## 人物
領主として、名君だった23代義長の治世を模範とする。連歌や俳諧を得意とした。